# Przestrzeń jądra
Przestrzeń jądra – fragment pamięci operacyjnej systemu operacyjnego, na której operacje (zapis - odczyt) może wykonywać jedynie jądro systemu operacyjnego. Nazwą tą często określa się również kod jądra znajdujący się w chronionej pamięci oraz wszystkie procesy jądra.